# Yokkaichi, Mie
Yokkaichi (四日市市 Yokkaichi-shi) là thành phố thuộc tỉnh Mie, Nhật Bản. Tính đến ngày 1 tháng 10 năm 2020, dân số ước tính thành phố là 305.424 người và mật độ dân số là 1.500 người/km2. Tổng diện tích thành phố là 206,5 km2.

## Địa lý

### Đô thị lân cận
- Mie
  - Kuwana
  - Suzuka
  - Inabe
  - Komono
  - Asahi
  - Kawagoe
  - Tōin
- Shiga
  - Kōka

### Khí hậu
| Dữ liệu khí hậu của Yokkaichi, Mie      | Dữ liệu khí hậu của Yokkaichi, Mie | Dữ liệu khí hậu của Yokkaichi, Mie | Dữ liệu khí hậu của Yokkaichi, Mie | Dữ liệu khí hậu của Yokkaichi, Mie | Dữ liệu khí hậu của Yokkaichi, Mie | Dữ liệu khí hậu của Yokkaichi, Mie | Dữ liệu khí hậu của Yokkaichi, Mie | Dữ liệu khí hậu của Yokkaichi, Mie | Dữ liệu khí hậu của Yokkaichi, Mie | Dữ liệu khí hậu của Yokkaichi, Mie | Dữ liệu khí hậu của Yokkaichi, Mie | Dữ liệu khí hậu của Yokkaichi, Mie | Dữ liệu khí hậu của Yokkaichi, Mie |
| Tháng                                   | 1                                  | 2                                  | 3                                  | 4                                  | 5                                  | 6                                  | 7                                  | 8                                  | 9                                  | 10                                 | 11                                 | 12                                 | Năm                                |
| --------------------------------------- | ---------------------------------- | ---------------------------------- | ---------------------------------- | ---------------------------------- | ---------------------------------- | ---------------------------------- | ---------------------------------- | ---------------------------------- | ---------------------------------- | ---------------------------------- | ---------------------------------- | ---------------------------------- | ---------------------------------- |
| Cao kỉ lục °C (°F)                      | 19.9 (67.8)                        | 22.2 (72.0)                        | 24.5 (76.1)                        | 29.5 (85.1)                        | 33.1 (91.6)                        | 35.4 (95.7)                        | 37.9 (100.2)                       | 38.8 (101.8)                       | 36.9 (98.4)                        | 31.5 (88.7)                        | 24.8 (76.6)                        | 21.9 (71.4)                        | 38.8 (101.8)                       |
| Trung bình ngày tối đa °C (°F)          | 9.0 (48.2)                         | 10.0 (50.0)                        | 13.3 (55.9)                        | 18.7 (65.7)                        | 23.2 (73.8)                        | 26.1 (79.0)                        | 29.9 (85.8)                        | 31.4 (88.5)                        | 27.7 (81.9)                        | 22.4 (72.3)                        | 17.0 (62.6)                        | 11.5 (52.7)                        | 20.0 (68.0)                        |
| Trung bình ngày °C (°F)                 | 4.3 (39.7)                         | 4.9 (40.8)                         | 8.1 (46.6)                         | 13.3 (55.9)                        | 18.0 (64.4)                        | 21.7 (71.1)                        | 25.6 (78.1)                        | 26.8 (80.2)                        | 23.2 (73.8)                        | 17.5 (63.5)                        | 11.8 (53.2)                        | 6.6 (43.9)                         | 15.2 (59.3)                        |
| Tối thiểu trung bình ngày °C (°F)       | −0.1 (31.8)                        | 0.0 (32.0)                         | 2.9 (37.2)                         | 7.9 (46.2)                         | 13.0 (55.4)                        | 17.8 (64.0)                        | 22.2 (72.0)                        | 23.2 (73.8)                        | 19.4 (66.9)                        | 13.0 (55.4)                        | 7.1 (44.8)                         | 2.0 (35.6)                         | 10.7 (51.3)                        |
| Thấp kỉ lục °C (°F)                     | −6.0 (21.2)                        | −6.3 (20.7)                        | −4.6 (23.7)                        | −1.1 (30.0)                        | 3.8 (38.8)                         | 9.8 (49.6)                         | 13.7 (56.7)                        | 15.8 (60.4)                        | 9.7 (49.5)                         | 2.2 (36.0)                         | −1.0 (30.2)                        | −5.6 (21.9)                        | −6.3 (20.7)                        |
| Lượng Giáng thủy trung bình mm (inches) | 55.5 (2.19)                        | 67.2 (2.65)                        | 117.8 (4.64)                       | 153.7 (6.05)                       | 189.3 (7.45)                       | 249.0 (9.80)                       | 208.0 (8.19)                       | 158.8 (6.25)                       | 286.9 (11.30)                      | 182.9 (7.20)                       | 79.7 (3.14)                        | 58.5 (2.30)                        | 1.807,3 (71.15)                    |
| Số ngày mưa trung bình (≥ 1.0 mm)       | 5.9                                | 7.2                                | 9.2                                | 9.2                                | 9.9                                | 12.3                               | 11.7                               | 8.9                                | 11.5                               | 9.4                                | 6.1                                | 6.4                                | 107.7                              |
| Số ngày tuyết rơi trung bình            | 10.0                               | 8.9                                | 4.3                                | 0.4                                | 0                                  | 0                                  | 0                                  | 0                                  | 0                                  | 0                                  | 0.1                                | 5.3                                | 29                                 |
| Độ ẩm tương đối trung bình (%)          | 68                                 | 67                                 | 65                                 | 67                                 | 73                                 | 79                                 | 83                                 | 79                                 | 80                                 | 75                                 | 74                                 | 71                                 | 73                                 |
| Số giờ nắng trung bình tháng            | 152.2                              | 149.5                              | 181.7                              | 189.8                              | 194.2                              | 147.9                              | 162.4                              | 196.2                              | 151.8                              | 153.9                              | 156.8                              | 151.6                              | 1.988                              |
| Nguồn: Cục Khí tượng Nhật Bản           |                                    |                                    |                                    |                                    |                                    |                                    |                                    |                                    |                                    |                                    |                                    |                                    |                                    |